# The Great Silkie of Sule Skerry

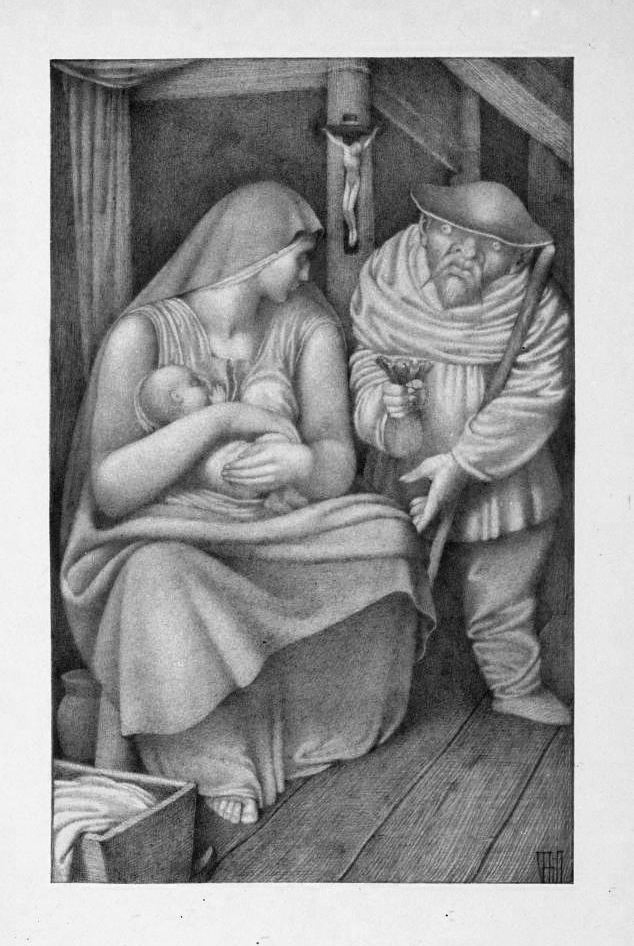
Иллюстрация к балладе за авторством Вернона Хилла. Ballads Weird and Wonderful (1912)

«The Great Silkie of Sule Skerry» (с англ. — «Великий селки Сул-Скерри»; Child 113, Roud 197) — народная баллада шотландского происхождения. Фрэнсис Джеймс Чайлд в своём собрании приводит единственный её вариант, записанный капитаном Томасом в 1852 году со слов женщины с Шетландских островов. Он отмечает, что если бы узнал об этой балладе раньше, то включил бы её в корпус под номером 40. Алан Бруфорд в 1974 году приводит все известные 8 текстов и фрагментов этой баллады, а также 2 мелодии. Он указывает на сходство истории с песней «The Play o de Lathie Odivere», впервые опубликованной в 1894 году под видом народной, но, вероятно, являющейся авторской подделкой.

## Сюжет
Женщина у колыбели своего сына вздыхает о том, что практически ничего не знает об отце мальчика. Внезапно появляется мужчина, который говорит, что отец — он, что он живёт на островке Сул-Скерри и является селки, представителем «морского народа», которые на суше выглядят людьми, а в море принимают обличье тюленей. Он передаёт матери кошелёк с золотом за её хлопоты и забирает сына с собой, говоря, что научит того плавать по волнам. Также селки предрекает, что однажды женщина выйдет замуж за бравого гарпунера, который впоследствии одним выстрелом убьёт и сына, и его самого.
Чайлд отмечает, что морской народ, подобно русалкам и девам-лебедям из германской традиции, не может вернуться в море, если их тюленья шкура будет сожжена, и таким образом человеку, согласно легендам, возможно было получить власть над подобным существом. Сюжет о молодом человеке, вынужденном надевать шкуру для превращения в зверя, широко распространён в фольклоре. Первое его упоминание встречается в истории из сборника санскритских рукописей «Панчатантра», в которой брамин сжигает змеиную шкуру сына, чтобы сохранить его человеческий облик.

## Современные адаптации
Мелодия, под которую баллада наиболее часто исполняется в наши дни, написана Джеймсом Уотерсом в конце 1950-х годов. Она также была использована Питом Сигером для исполнения английской версии стихотворения Назыма Хикмета «Kız Çocuğu», посвящённого бомбардировке Хиросимы.